# Gu Junjie
Gu Junjie, né le 5 mai 1985, est un athlète chinois, spécialiste du triple saut.

## Biographie
Il remporte la médaille d'or du triple saut lors des championnats d'Asie 2005, à Incheon, avec la marque de 16,90 m.

### Palmarès
| Date | Compétition         | Lieu    | Résultat | Épreuve     | Performance |
| ---- | ------------------- | ------- | -------- | ----------- | ----------- |
| 2003 | Universiade d'été   | Daegu   | 1er      | Triple saut | 16,90 m     |
| 2003 | Championnats d'Asie | Manille | 2e       | Triple saut | 16,68 m     |
| 2005 | Championnats d'Asie | Incheon | 1er      | Triple saut | 16,90 m     |

### Records
| Épreuve     | Performance | Lieu  | Date              |
| ----------- | ----------- | ----- | ----------------- |
| Triple saut | 17,23 m     | Hefei | 26 septembre 2004 |